# Buffalo (banda de Argentina)
Buffalo es una banda argentina de hard rock/stoner rock formada en 2002 por Claudio Filadoro. Actualmente está conformada por Claudio “El Pastor” Filadoro (voz y guitarra), Federico Ramos Mejía (bajo) y Marcelo Motta (batería).

## Historia
A mediados del 2002, luego de su alejamiento de Los Natas, Claudio Filadoro empieza a componer y grabar nuevo material que pronto se convertiría en su nuevo proyecto: Buffalo.
El álbum debut, "Temporada de Huracanes" se edita en el 2003, y llega a ser incluido entre los cien mejores discos del género por el reconocido sitio estadounidense Stoner Rock. Durante ese año se dedican a presentar a la banda y al disco a lo largo de todo el país. 
A fines del 2003 y durante el 2004 bajo la premisa de estar presentes tanto en vivo como en estudio, editan material extra mediante la participación en distintos tributos y compilados. Graban The Four Horsemen incluido en “Mátenlos a Todos” disco tributo a Metallica, 22 Acacia Avenue para “Piece of Madness” tributo a Iron Maiden y Odyssey para “Listen Without Distraction” tributo a Kyuss. En cuanto a los compilados participan en "Raza Metallica" junto a otras bandas argentinas como, Carajo, A.N.I.M.A.L., Los Natas y Cabezones. También en producciones extrajeras como "StonerRock.comp III" y en la coproducción brasilero argentina “Loco, Gringos, Have a Party”.
En el transcurso del 2004 la banda incluye en su tour la primera visita a Chile, y realizan varias fechas con gran aceptación por parte del público local. Esto abriría las puertas para que Buffalo vuelva cada año al país vecino en giras cada vez más extensas. Ese mismo año lanzan su segunda producción discográfica, un split compartido con la banda sueca Astroqueen, “Astroqueen vs. Buffalo” se llama el disco que cuenta con nuevas composiciones de la banda. 
El 2005 sería un año de mucho trabajo, por un lado con presentaciones por todo el país, como en el reconocido festival local "Nuevo Rock Argentino" realizado en la provincia de Córdoba, y por otro lado vuelven a Chile con una gira más extensa, visitando centro y sur del país, recorriendo casi 1900 kilómetros de ruta a lo largo del tour. 
Finalizando el año Buffalo edita su tercera placa: “Karma”, mostrando una notoria evolución de sonido y la mezcla entre un poderoso rock de trío, sin dejar de lado la melodía en sus canciones. 
En el verano del 2006 la banda es convocada para el megafestival argentino Cosquín Rock, realizado en la provincia de Córdoba en un gran predio al aire libre. Allí tocarían junto a importantes bandas locales e internacionales como Sepultura, Luis Alberto Spinetta y Pappo. Gracias al éxito conseguido en el país limítrofe, realizan una nueva gira chilena, compartiendo escenario con prestigiosas bandas como Hielo Negro, Electozombies, Tabernarios, Devil Presley, Kayros y Supercabron. 
Durante el 2007 Buffalo comienza componer nuevo material, sin dejar de presentarse en vivo tanto en Argentina como en Chile donde participa del festival “Eje del Mal” donde toca junto a bandas chilenas y brasileras. 
Es a fines del 2008 cuando presentan su cuarto disco “30 Días de Oscuridad”, grabado, mezclado y producido enteramente por Buffalo, siendo hasta ahora el trabajo más oscuro y pesado de la banda.

## Discografía

### Discos de Estudio
| 2003 | Temporada de Huracanes |
| 2005 | Karma                  |
| 2008 | 30 Días de Oscuridad   |
| 2012 | Los Dias Lentos        |
| 2015 | Anatomía de la Soledad |

### Splits / Tributos / Compilados
| Año  | Tipo      | Título                                       | Track                       |
| ---- | --------- | -------------------------------------------- | --------------------------- |
| 2003 | Tributo   | Mátenlos a Todos - Tributo a Metallica       | Track 3 - The Four Horsemen |
| 2003 | Tributo   | Piece of Madness - Tributo a Iron Maiden     | Track 11 - 22 Acacia Avenue |
| 2003 | Tributo   | Listen without Distraction - Tributo a Kyuss | Track 7 - Odissey           |
| 2003 | Compilado | Raza Metálica                                | Track 10 - Río Arriba       |
| 2004 | Split     | Astroqueen vs. Buffalo                       | Tracks 7 al 11              |
| 2004 | Compilado | StonerRock.comp Vol. III                     | Track 1 - Peregrino         |
| 2004 | Compilado | Locos, Gringos Have a Party                  | Track 7 - Río Arriba        |

## Reseñas
| Disco                  | Review en la web |
| ---------------------- | --- |
| 30 Días de Oscuridad   | - Noise web - Subcultura (enlace roto disponible en Internet Archive; véase el historial, la primera versión y la última). - Discos Inauditos - The Cogency Editorial |
| Karma                  | - Stoner Rock (enlace roto disponible en Internet Archive; véase el historial, la primera versión y la última).                                                       |
| Temporada de Huracanes | - Hell Ride Music - Stoner Rock |

## Videografía
| Disco                  | Video                                                                                        |
| ---------------------- | -------------------------------------------------------------------------------------------- |
| 30 Días de Oscuridad   | - En La Piel - Magia Negra - Dañar por Dañar en Vimeo - La Batalla de San Antonio - Cuchillo |
| Karma                  | - Hombre Ciego - Ciudad Perro                                                                |
| Astroqueen vs. Buffalo | - Jesús el Arquitecto - Asesino de Corderos                                                  |
| Temporada de Huracanes | - Río Arriba - Pescando en la Marea - Playa Tortuga                                          |